# Zenga Zenga
«Zenga Zenga» es una canción con Auto-Tune y un vídeo viral de YouTube que parodió al exlíder libio Muamar el Gadafi. La canción, publicada el 22 de febrero de 2011, rápidamente se hizo popular entre la oposición libia que participaba en la Guerra de Libia de 2011.
La canción fue creada por Noy Alooshe, un periodista y músico israelí. El vídeo original tiene más de 5 millones de reproducciones y la versión editada «limpia» ha sobrepasado el millón de visitas.

## Antecedentes

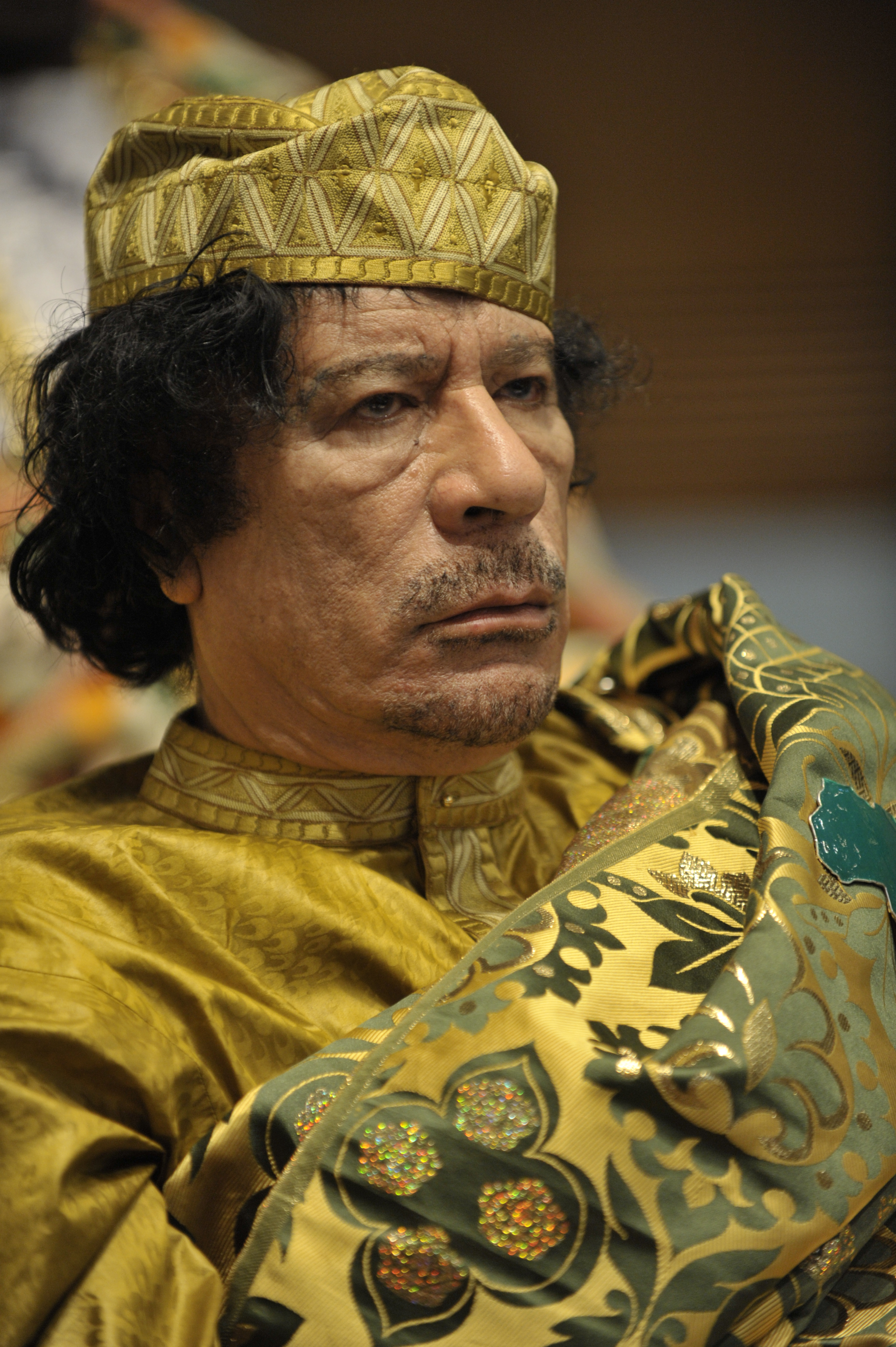
El antiguo gobernante libio Muamar el Gadafi, en 2009.

El 22 de febrero de 2011, Gadafi dio un discurso televisado en medio de un violento malestar social contra su gobierno. En el discurso (pronunciado en árabe), Gadafi juró perseguir a los manifestantes «palmo por palmo, casa por casa, habitación por habitación, callejón por callejón [árabe: zanqa zanqa]».
Un periodista y músico israelí, Noy Alooshe, estaba mirando el discurso y vio la extraña vestimenta y gesticulaciones de Gadafi como algo sacado de una fiesta trance. Usando el ritmo natural de las palabras de Gadafi, Alooshe pasó unas pocas horas en su ordenador y usando la tecnología Auto-Tune puso el discurso con la música de «Hey Baby», una canción del rapero estadounidense Pitbull con otro artista estadounidense de rap, T-Pain. El vídeo original presenta clips del discurso de Gadafi junto a imágenes reflejadas de una mujer ligera de ropa bailando.
Alooshe tituló la nueva canción «Zenga Zenga», basándose en la repetición de Gadafi en su discurso de la palabra zanqa, callejón en árabe en el dialecto libio. El cómico estadounidense Conan O'Brien ostensiblemente fue el primero en popularizar la transformación de zanqa en «zenga zenga» y Alooshe llamó al clip en consecuencia. Al inicio de la mañana del miércoles en Israel, Alooshe había subido el «remix electro hip hop» a YouTube. En la noche del domingo, a través de promoción en Twitter y Facebook, el vídeo se había convertido en viral, recibiendo casi 500.000 visitas.